# Валрам II (Арлон)
Валрам II (или Удо) (на френски: Walram Ier ou Waléran Ier de Limbourg, dit Udon; на немски: Walram II, Udo, Walram-Udo, * ок. 1030, † пр. 1082) от Дом Лимбург-Арлон, е от 1052 до 1082 г. граф на Арлон и от 1065 г. до 1082 г. херцог на Лимбург като Валрам I.

## Произход
Той е син на граф Валрам (I) от Арлон и на Адела Лотарингска († 995), дъщеря на Дитрих I, херцог на Лотарингия, и Рихилда от Близгау († 1026).
През 1064 г. Валрам II построява замък Лимбург (в Лимбург).

## Фамилия
Валрам II се жени през 1060/1061 г. за Юдит/Юта Лотарингска, наследничка на Лимбург, дъщеря на херцог Фридрих II Люксембургски от Долна Лотарингия (от Дом Вигерихиди) и първата му съпруга Герберга Булонска († 1059), дъщеря на Евстах I, граф на Булон. Неговите деца са:
- Хайнрих I († 1119), граф на Лимбург и Арлон, от 1101 херцог на Долна Лотарингия.
- Конрад от Мерхайм († сл. 1088)